# The Drowners
«The Drowners» — дебютный сингл брит-поп-группы Suede, выпущен 11 мая 1992 года. Сингл добрался до 49 места в национальном чарте Англии.

## Клипы
Для песни было снято два видеоролика — один для Англии, другой для США.

## Би-сайды
Би-сайды сингла — «To the Birds» и «My Insatiable One» — являются одними из наиболее известных би-сайдов группы. Песня «My Insatiable One» игралась Моррисси во время тура 1992 года. Эти би-сайды регулярно исполнялись во время тура 1992—1993 годов и иногда позже. Сам же сингл исполнялся регулярно во время всех туров, вплоть до последнего концерта группы.

## Содержание

### CD
1. «The Drowners»
2. «To the Birds»
3. «My Insatiable One»

### 12"
1. «The Drowners»
2. «To the Birds»
3. «My Insatiable One»

### 7"
1. «The Drowners»
2. «To the Birds»